# Rassemblement Congolais pour la Démocratie
Der Kongolesische Zusammenschluss für Demokratie (französisch Rassemblement Congolais pour la Démocratie, Abkürzung RCD) war eine Rebellengruppe während des Zweiten Kongokriegs. Sie bestand vor allem aus ethnischen Tutsi und einigen Banyamulenge, und hatte ihr Zentrum in Goma in der Demokratischen Republik Kongo. Während des Kriegs spalteten sich verschiedene kleinere Gruppierungen von der RCD ab.
Nach dem Krieg wandelte sich die  Rebellenorganisation in eine politische Partei um. Die RCD setzt sich heute für den Föderalismus und den Liberalismus ein. Der Parteivorsitzende ist Azarias Ruberwa. Die Hauptzentrale der Partei ist im ostkongolesischen Goma.

## Geschichte
Die Rassemblement Congolais pour la Démocratie wurde im August 1998 gegründet und begann mit dem Zweiten Kongo-Krieg im Jahre 1998 aktiv zu sein, unterstützt durch die Regierung von Ruanda.
Ab dem 30. Juni 2003 war die RCD als politische Partei gemeinsam mit der Parti du Peuple pour la Reconstruction et la Démocratie von Joseph Kabila und der Mouvement de Libération du Congo von Jean-Pierre Bemba in der Übergangsregierung oder der Regierung „1+4“ beteiligt, sie war verantwortlich für die Befriedung des Landes durch die Integration der Milizen in eine einheitliche Armee und für das Vorbereiten freier Wahlen innerhalb von zwei Jahren mit einer maximalen Verlängerungsfrist von einem Jahr. Die Wahlen fanden am 30. Juni 2006 statt, wobei die Partei 15 von 500 Sitze in der Nationalversammlung der Demokratischen Republik Kongo gewann.